# Issy van Randwyck
La baronessa Isabella Caroline van Randwyck, meglio nota con il nome di Issy van Randwyck (Hong Kong, 1963) è un'attrice, cantante e cabarettista britannica.

## Biografia
Nata a Hong Kong da una famiglia aristocratica olandese, la giovane Isabella van Randwyck si è trasferita nel Kent da bambina e là è cresciuta, prima di frequentare la  West Heath School. Ha debuttato come cabarettista, prima di entrare nella compagnia del Royal National Theatre di Londra e recitare con Judi Dench nel musical A Little Night Music (1995). Nel 1998 recita nel revival di Londra del musical Kiss Me Kate e per la sua performance riceve una nomination al prestigioso Laurence Olivier Award alla miglior performance in un ruolo non protagonista in un musical. Da allora ha recitato in altri musical, tra cui Dirty Dancing (2006), Anyone Can Whistle (2010), Closer Than Ever (2014) e The Go-Between (2016).

## Filmografia parziale

### Cinema
- The Danish Girl, regia di Tom Hooper (2015)
- Mia moglie è un fantasma (Blithe Spirit), regia di Edward Hall (2020)

### Televisione
- Christopher and His Kind - film TV (2011)